# (23055) Barbjewett
(23055) Barbjewett est un astéroïde de la ceinture principale d'astéroïdes.

## Description
(23055) Barbjewett est un astéroïde de la ceinture principale d'astéroïdes. Il fut découvert le 7 décembre 1999 à Socorro (Nouveau-Mexique) par le projet LINEAR. Il présente une orbite caractérisée par un demi-grand axe de 2,42 UA, une excentricité de 0,17 et une inclinaison de 2,5° par rapport à l'écliptique.

## Compléments